# أريلد هاغا
أريلد هاغا (بالنرويجية البوكمول: Arild Haga)‏ هو ملحن وكاتب نرويجي، ولد في 8 أبريل 1913، وتوفي في 22 فبراير 1985.